# فريدريك نورمان
فريدريك نورمان (بالإنجليزية: Frederick Henry Norman)‏ (23 يناير 1839 - 1916) هو مصرفي ولاعب كريكت بريطاني (وحمل سابقاً جنسية المملكة المتحدة لبريطانيا العظمى وأيرلندا).